# Kadilangu (Trangkil)
Kadilangu is een bestuurslaag in het regentschap Pati van de provincie Midden-Java, Indonesië. Kadilangu telt 1683 inwoners (volkstelling 2010).